# Ononis antennata
Ononis antennata är en ärtväxtart som beskrevs av Auguste Nicolas Pomel. Ononis antennata ingår i släktet puktörnen, och familjen ärtväxter. IUCN kategoriserar arten globalt som livskraftig.

## Underarter
Arten delas in i följande underarter:
- O. a. antennata
- O. a. massesylia
- O. a. natricoides